# Садовень, Елена Алексеевна
Елена Алексеевна Садовень (21 мая 1894, Киев, Киевская губерния, Российская империя — 13 сентября 1978, Париж, Франция) — русская оперная певица (меццо-сопрано и контральто). Дочь последнего ректора Императорского университета Святого Владимира А. А. Садовеня.

## Биография
Родилась 21 мая 1894 года (по другим данным в 1892 году) в Киеве (в некоторых источниках в Финляндии) в семье профессора А. А. Садовеня, который в 1917—1918 годах был ректором Императорского университета Святого Владимира. Училась игре на фортепиано в Киевском музыкальном училище, которое закончила с отличием (на выпускном экзамене её прослушивал С. В. Рахманинов и похвалил за игру). Также в этом училище обучалась пению (до 1910 года в классе М. А. Петца). Окончила Санкт-Петербургскую консерваторию по классу рояля (1912—1917), уроки вокала брала у Н. А. Ирецкой.
В 1916 году была приглашена солисткой в Большого театра в Москве. В 1917—1918 годах являлась солисткой Мариинского театра и Народного дома Николая II, в 1918—1919 годах Одесской оперы, в 1919—1920 годах Киевской оперы.
В 1920 году эмигрировала в Париж, где выступала сначала в театрах Гранд-Опера и Опера комик, с 1927 в Русской опере (антрепренёр А. А. Церетели). Гастролировала в Милане (Ла Скала), Барселоне (1921, 1922, 1924—1925, 1927, 1929), Вене (1928), Берлине и Лейпциге (1928), Лондоне (1931, Лицеум; 1935, Ковент-Гарден), Амстердаме и Южной Америке. В декабре 1932 года совершила крупное турне по Франции, выступала, в частности в таких городах, как Страсбург, Лион, Марсель и Бордо. В 1938 году выступала в театре Ла Монне в Брюсселе.
Выступала также на концертной эстраде. 17 октября 1942 года выступила в Большом зале Плейель, где исполняла произведения М. П. Мусоргского, А. П. Бородина, Н. А. Римского-Корсакова, С. В. Рахманинова, А. Т. Гречанинова, А. К. Глазунова, И. Брамса, Ф. Листа, К. Сен-Санса, Г. Форе.
Умерла 13 сентября 1978 года в Париже. Похоронена на кладбище Тье.

## Творчество
Среди её сценических партнеров были К. Е. Кайданов, А. Г. Мосин, К. Муцио, К. И. Петраускас, Г. М. Поземковский, О. А. Слободская, Ф. И. Шаляпин. Пела под управлением Ж. Варсегера, А. К. Коутса, Э. А. Купера, С. А. Кусевицкого, А. Г. Фистулари, М. И. Штеймана.
Записывалась на грампластинки.

### Избранные оперные партии
- Соседка («Мавра» И. Ф. Стравинского) — первая исполнительница в Париже (3 июня 1922, дирижёр Г. Г. Фительберг)
- Иокаста («Царь Эдип» И. Ф. Стравинского)
- Марина Мнишек («Борис Годунов» М. П. Мусоргского)
- Эболи («Дон Карлос» Дж. Верди)
- Амнерис («Аида» Дж. Верди)
- Кончаковна («Князь Игорь» А. П. Бородина)
- Весна-красна («Снегурочка» Н. А. Римского-Корсакова)
- Нежата («Садко» Н. А. Римского-Корсакова)
- Любаша («Царская невеста» Н. А. Римского-Корсакова)
- Отрок («Сказание о невидимом граде Китеже и деве Февронии» Н. А. Римского-Корсакова)
- Графиня и Полина («Пиковая дама» П. И. Чайковского)
- Кармен («Кармен» Ж. Бизе)
- Далила («Самсон и Далила» К. Сен-Санса)
- Панталис («Мефистофель» А. Бойто)
- Дульсинея («Дон Кихот» Ж. Массне)
- Шарлотта («Вертер» Ж. Массне)